# Pseudoxenicotela ashantica
Pseudoxenicotela ashantica là một loài bọ cánh cứng trong họ Cerambycidae.